# 벽 속에 숨은 마법시계
《벽 속에 숨은 마법시계》(영어: The House with a Clock in Its Walls)는 2018년 개봉한 미국의 다크 판타지 코미디 영화이다. 일라이 로스가 감독을, 에릭 크립키가 각본을 맡았다. 존 벌레어스가 쓴 어린이용 고딕 공포 소설 "벽속에 숨은 마법의 시계"가 원작이다.

## 줄거리
1955년 루이스는 부모님을 교통 사고로 잃은 뒤 부모님이 남긴 유일한 유산인 매직 8볼만 들고 미시건주의 삼촌 조너선과 살게 된다. 루이스는 조너선의 이웃이며 절친인 플로렌스를 만난다. 
루이스는 조너선과 플로렌스가 마법사이며, 조너선이 집의 원주인이며 친구였던 사악한 마법사 아이작 이저드가 사망 전 벽 속에 숨겨놓은 시계를 찾아 부수려고 하고 있다는 걸 알게 된다. 이후 조너선의 경고에도 불구하고 루이스는 홀로 마법을 터득한다. 
새 학교의 친구 타비에게 배신을 당한 뒤 루이스는 꿈에서 엄마를 만난다. 루이스는 엄마의 조언을 따라 타비에게 멋진 모습을 보이기 위해 핼러윈 밤에 강령술을 쓰다가 그만 아이작을 되살려버린다. 곧 루이스는 아이작의 아내인 설리나가 그동안 이웃 핸칫 부인과 엄마의 영혼을 동시에 가장해 왔다는 걸 알게 된다. 
아이작은 시계 설계도를 아자젤로부터 받았다고 설명한다. 시계의 진정한 용도는 역사를 최초 시점으로 되돌려 인류를 절멸시키고 세계를 아이작의 뜻대로 재창조하는 것이다. 아이작과 설리나는 조너선의 집에서 의식을 거행하기 시작한다. 
루이스, 조너선, 플로렌스는 매직 8볼을 통해 시계가 보일러실 바닥에 있다는 걸 알게 되지만 시계의 저주로 조너선은 몸통과 정신 상태가 아기로 변해 버린다. 루이스는 다시 매직 8볼을 흔들어 부모님과 진정한 작별을 해야 한다는 답을 얻는다. 힘을 완전히 개방한 루이스는 매직 8볼을 시계 부품 사이로 떨어뜨려 시계를 멈춘 뒤 의식을 무효로 만들고 다시 그 의식이 아이작과 설리나에게 돌아가게 만든다. 나이를 거꾸로 먹게 된 두 사람은 결국 옷가지만 남긴 채 사라져 버린다. 
자신감을 얻은 루이스는 타비에게 농구공을 이용한 마법으로 복수를 하고, 루이스가 벌레를 닮아 좋다는 곤충 애호가 로즈 리타 포틴저와 새롭게 우정을 쌓게 된다. 

## 출연진
- 잭 블랙 - 조너선 바너벨트 역
- 케이트 블란쳇 - 플로렌스 지머먼 역
- 오언 버캐로 - 루이스 바너벨트 역
- 러네이 엘리스 골즈베리 - 설리나 역
- 서니 설직 - 타비 코리건 역
- 콜린 캠프 - 핸칫 부인 역
- 로렌사 이소 - 바너벨트 부인 역: 루이스네 엄마.
- 카일 매클라클런 - 아이작 이저드 역
- 버네사 앤 윌리엄스 - 로즈 리타 포틴저 역

## 기타 제작진
- 총괄 제작: 리타 캘러그리디스